# Památník města Protivína
Památník města Protivína je regionální a specializované muzeum, založené v roce 1932.

## Historie
Městské muzeum v Protivíně bylo slavnostně otevřeno v roce 1932. Bylo umístěno na hlavním (nyní Masarykově) náměstí v prvním patře domu čp. 19, v budově bývalé obecní školy a zde se nachází dosud.
Od r. 1981 funguje jako pobočka Prácheňského muzea (původně Okresního muzea) v Písku.
Kromě všeobecné regionální expozice (kompletně přepracované v letech 2011-2012) je specializováno na téma "Exotická příroda". Tato část zde byla vybudována v letech 2000-
2008 a jejím hlavním autorem je cestovatel a přírodovědec dr. Karel Pecl.

## Expozice
- část věnovaná dějinám, národopisu a významným osobnostem Protivínska
  - Historická interaktivní mapa Protivínska
  - Pravěké a raně středověké osídlení na dolní Blanici
  - Dějiny města Protivína (vč. tradice pivovarnictví)
  - Protivínská každodennost na přelomu 19. a 20. století

- část nazvaná "Exotická příroda"
  - Exotický svět hmyzu
  - Svět pod mořskou hladinou
  - Svět hor, pouští, savan a pobřeží řek a jezer
  - Svět pralesů a mořských pobřeží

- příležitostné výstavy, věnované zejména místním rodákům, např. Jiří Kolář - Koláže (2014) [1], Proměny Marty Krásové (2018) [2]

Muzeum je otevřeno od května do října každý den kromě pondělí. Všechny expozice jsou doplněny i počítačovými interaktivními prezentacemi a řadou haptických či zvukových prvků. Děti si zde mohou mj. zahrát i loutkové divadlo.